# عاكس (بوابة منطقية)
| الدخل أ | الخرج ليس أ |
| 0       | 1           |
| 1       | 0           |

رمز بوابة ليس

بوابة ليس المنطقية أو العاكس المنطقي أو البوابة لا هي بوابة منطقية وظيفتها عكس القيمة الرقمية(المنطقية) للمتغير الرقمي المدخل، إن دخول متغير رقمي بقيمة 0 ينتج القيمة 1 على الطرف الآخر من البوابة، توضح بوابة «ليس» بمثلث رأسه متبوع بدائرة بحيث رأس المثلث المتبوع بدائرة يكون في طرف القيمة الناتجة.

## التصميم الإلكتروني

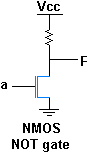
NMOS عاكس
PMOS عاكس
Static CMOS عاكس
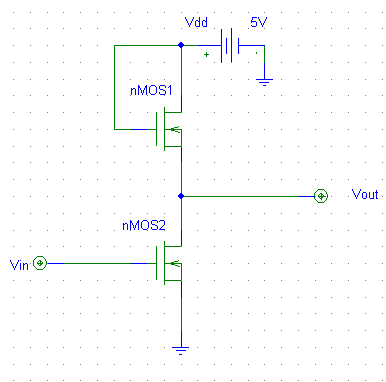
مخطط عاكس رقمي الحمل المشبع